# Kaspars Vecvagars
Kaspars Vecvagars (Riga, 3 agosto 1993) è un ex cestista e allenatore di pallacanestro lettone.

## Palmarès
- Campionato lituano: 3

Žalgiris Kaunas: 2013-14, 2014-15, 2015-16
- Campionato lettone: 1

VEF Riga: 2016-17
- Coppa di Lituania: 1

Žalgiris Kaunas: 2015